# Áššu
Áššu (”Glödeld”) var en samiskspråkig dagstidning. Áššu gavs ut två gånger per vecka, på tisdagar och fredagar, med Kautokeino som utgivningsort. Tidningen hade ett distributionsområde som sträckte sig över hela Sápmi.
Tidningen gavs ut av norska företaget Aviisa AS, som är en del av Nordavis AS (35 %), Norske Samers Riksforbund (32,5 %) och Norske Reindriftssamers Landforbund (32,5 %).
I februari 2008 slogs Áššu samman med tidskriften Min Áigi till den nya tidningen Ávvir.

## Upplaga
- 2002: 1 129
- 2003: 1 117
- 2004: 1 084
- 2005: 1 021